# العلاقات العراقية التونسية
العلاقات العراقية التونسية هي العلاقات الثنائية التي تجمع بين العراق و‌تونس.

## مقارنة بين البلدين
هذه مقارنة عامة ومرجعية للدولتين:
| وجه المقارنة                                              | العراق                       | تونس                                       |
| --------------------------------------------------------- | ---------------------------- | ------------------------------------------ |
| المساحة (كم2)                                             | 437.07 ألف                   | 163.61 ألف                                 |
| عدد السكان (نسمة)                                         | 38.27 مليون                  | 11.53 مليون                                |
| الكثافة السكانية (ن./كم²)                                 | 87.56                        | 70.47                                      |
| العاصمة                                                   | بغداد                        | تونس                                       |
| اللغة الرسمية                                             | اللغة العربية، اللغة الكردية | اللغة العربية                              |
| العملة                                                    | دينار عراقي                  | دينار تونسي                                |
| الناتج المحلي الإجمالي (بليون دولار)                      | 197.72 مليار                 | 40.26 مليار                                |
| الناتج المحلي الإجمالي (تعادل القوة الشرائية) بليون دولار | 560.73 مليار                 | 129.05 مليار                               |
| الناتج المحلي الإجمالي الاسمي للفرد دولار أمريكي          | 4.94 ألف                     | 3.87 ألف                                   |
| الناتج المحلي الإجمالي للفرد دولار أمريكي                 | 15.06 ألف                    | 11.44 ألف                                  |
| مؤشر التنمية البشرية                                      | 0.654                        | 0.721                                      |
| رمز المكالمات الدولي                                      | +964                         | +216                                       |
| رمز الإنترنت                                              | .iq                          | .tn                                        |
| المنطقة الزمنية                                           | ت ع م+03:00، ت ع م+04:00     | ت ع م+01:00، توقيت وسط أوروبا، ت ع م+02:00 |

## منظمات دولية مشتركة
يشترك البلدان في عضوية مجموعة من المنظمات الدولية، منها:
| علم المنظمة | اسم المنظمة                                 | تاريخ انضمام العراق | تاريخ انضمام تونس |
| ----------- | ------------------------------------------- | ------------------- | ----------------- |
|             | صندوق النقد العربي                          | ?                   | ?                 |
|             | يونسكو                                      | 21 أكتوبر 1948      | 8 نوفمبر 1956     |
|             | مؤسسة التمويل الدولية                       | 27 ديسمبر 1956      | 25 يوليو 1962     |
|             | منظمة التعاون الإسلامي                      | ?                   | ?                 |
|             | منظمة حظر الأسلحة الكيميائية                | ?                   | ?                 |
|             | مؤسسة التنمية الدولية                       | 29 ديسمبر 1960      | 30 ديسمبر 1960    |
|             | جامعة الدول العربية                         | 22 مارس 1945        | 1 أكتوبر 1958     |
|             | وكالة ضمان الاستثمار متعدد الأطراف          | 6 أكتوبر 2008       | 7 يونيو 1988      |
|             | المصرف العربي للتنمية الاقتصادية في أفريقيا | ?                   | ?                 |
|             | منظمة الشرطة الجنائية الدولية               | ?                   | ?                 |
|             | الأمم المتحدة                               | 21 ديسمبر 1945      | 12 نوفمبر 1956    |
|             | الاتحاد البريدي العالمي                     | ?                   | ?                 |
|             | البنك الدولي للإنشاء والتعمير               | 27 ديسمبر 1945      | 14 أبريل 1958     |
|             | الاتحاد الدولي للاتصالات                    | 12 نوفمبر 1928      | 14 ديسمبر 1956    |
|             | الصندوق العربي للإنماء الاقتصادي والاجتماعي | ?                   | ?                 |

## أعلام
هذه قائمة لبعض الشخصيات التي تربطها علاقات بالبلدين:

## وصلات خارجية
- موقع وزارة الخارجية العراقية
- موقع وزارة الخارجية التونسية